# Kartoffeldämpfanlage Stöckse
Le Kartoffeldämpfanlage Stöckse est une ancienne installation fixe d'étuvage de grandes quantités de pommes de terre pour l'alimentation des porcs située à Stöckse en Basse-Saxe (Allemagne). Cette installation, construite en 1962, a été exploitée jusqu'en 1996. Unique installation de ce type subsistant dans le pays, elle est considérée comme un témoin historique de l'activité agricole de la région. De ce fait, elle a été inscrite dans la liste des monuments à protéger et restaurée en 2009. Un prix de la Niedersächsischen Sparkassenstiftung (fondation des Caisses d'Épargne de la Basse-Saxe) lui a été décerné en 2010.